# Sainte-Ruffine
Sainte-Ruffine là một xã trong vùng Grand Est, thuộc tỉnh Moselle, quận Metz-Campagne, tổng Ars-sur-Moselle. Tọa độ địa lý của xã là 49° 06' vĩ độ bắc, 06° 05' kinh độ đông. Sainte-Ruffine có điểm thấp nhất là 166 mét và điểm cao nhất là 226 mét. Xã có diện tích 0,7 km², dân số vào thời điểm 1999 là 453 người; mật độ dân số là 638 người/km².

## Thông tin nhân khẩu
| 1962 | 1968 | 1975 | 1982 | 1990 | 1999 |
| ---- | ---- | ---- | ---- | ---- | ---- |
| 320  | 390  | 388  | 408  | 466  | 453  |